# Gotówka (Lublin)
Gotówka (prononciation : [ɡɔˈtufka]) est un village polonais de la gmina de Ruda-Huta dans le powiat de Chełm de la voïvodie de Lublin dans l'est de la Pologne, à la frontière avec l'Ukraine.
Il se situe à environ 4 kilomètres au sud-est de Ruda-Huta (siège de la gmina), 12 kilomètres au nord-est de Chełm (siège du powiat) et 74 kilomètres à l'est de Lublin (capitale de la voïvodie).

## Histoire
De 1975 à 1998, le village est attaché administrativement à la voïvodie de Chełm.

Depuis 1999, il fait partie de la voïvodie de Lublin.

## Galerie

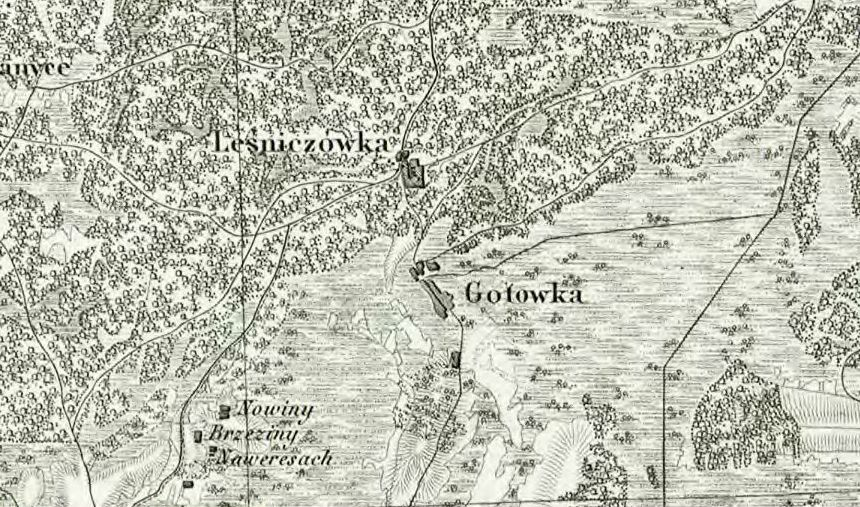
Gotówka sur la arte topographique du Royaume de Pologne de 1839
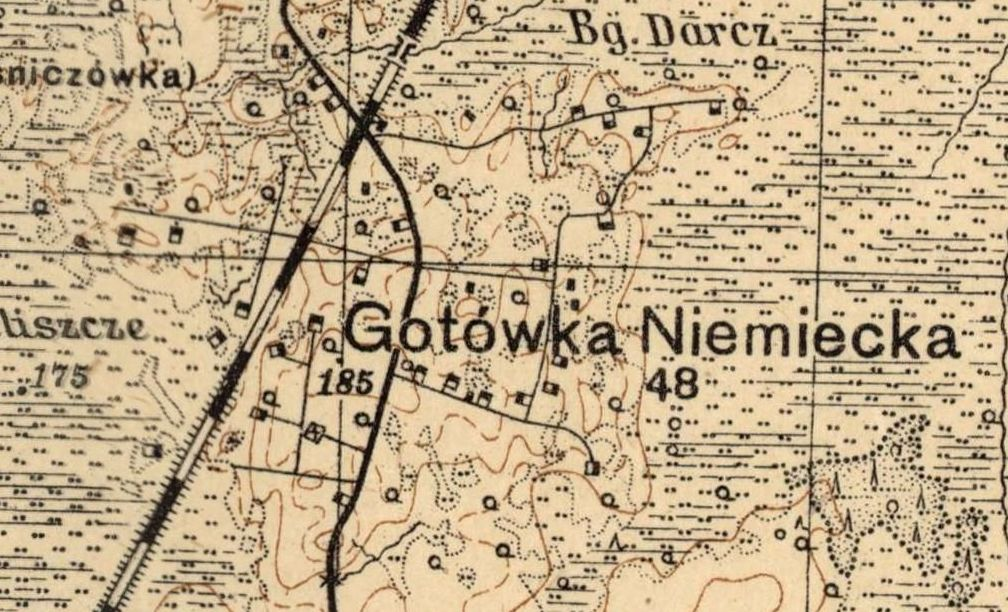
Gotówka sur la carte de l'Institut géographique militaire de 1931